# アイ・ドント・ラヴ・ユー
アイ・ドント・ラヴ・ユー ("I Don't Love You") は、アメリカのバンド、マイ・ケミカル・ロマンスが2007年に発表した楽曲。アルバム『ザ・ブラック・パレード』に収録されており、アルバムからのサードシングルとしてリリースされた。

## 概要
リリース前の2007年3月7日に、バンドの公式YouTubeチャンネルおよびMySpaceで初公開された。

## プロモーション・ビデオ
プロモーション・ビデオは、前作のアルバム『スウィート・リベンジ』から3曲のビデオを手掛け、楽曲「ティーンエイジャーズ」のビデオも担当したマーク・ウェブが監督を務めた。ビデオにはメンバーの他にコルトン・ヘインズとカサンドラ・チャーチが出演している。一貫してモノクロで描かれており、バンドが演奏するシーンと交互で2 人の恋人の物語が映し出される。エレキギターとギターアンプが爆発するシーンも挿入されている。

## パーソナル
- ジェラルド・ウェイ – ボーカル
- マイキー・ウェイ – ベース
- フランク・アイイアロ – エレキギター
- レイ・トロ – エレキギター
- ボブ・ブライヤー – ドラムス